# Long Way Home
Long Way Home – drugi singel ATB z albumu Addicted to Music. Został wydany 7 lipca 2003 roku i zawiera pięć utworów oraz jeden wideoklip. Piosenkę zaśpiewała kanadyjska wokalistka Roberta Carter Harrison.

## Lista utworów
| Nr | Tytuł                               | Długość |
| -- | ----------------------------------- | ------- |
| 1. | Long Way Home (Radio Edit)          | 3:57    |
| 2. | Long Way Home (Original Mix)        | 6:47    |
| 3. | Long Way Home (Clubb Mix)           | 7:17    |
| 4. | Long Way Home (Steve Murano Remix)  | 7:45    |
| 5. | Long Way Home (Starfighter 2 Remix) | 7:45    |